# 无畏弓背蚁
无畏弓背蚁（学名：Camponotus intrepidus）又称勇敢弓背蚁，是蚁亚科弓背蚁属之下的一个物种 。由 Kirby 于 1819年首次描述。
该物种为澳洲的独有物种，包括昆士兰、新南威尔士州、维多利亚州
及西南地区（婆罗洲疑似也存在记录，但仍需要确证）。

## 外观

### 蚁后
体色主要为黑色和红色，头部宽于腹部。
体长20mm以上。头部呈倒三角状，后脑勺近边缘，上面具稀疏的点状，为网状的：一个非常小的开口。茎瘤插入三角形的凹坑中，但两个后茎瘤几乎不可见。触角之间的叶子是双隆突的，带有非常小的隆突，它们是纵向的；中间是凹槽状的。上颚非常强壮，上面有点状，有 6 颗锯齿。触角变红：柄节是黑色的。唇基呈钝龙骨，边缘化。胸部受压，足部为红色；更苍白。结节是红色的，毛发往往很粗糙。腹部呈亚卵形，黑色，毛发很密集。

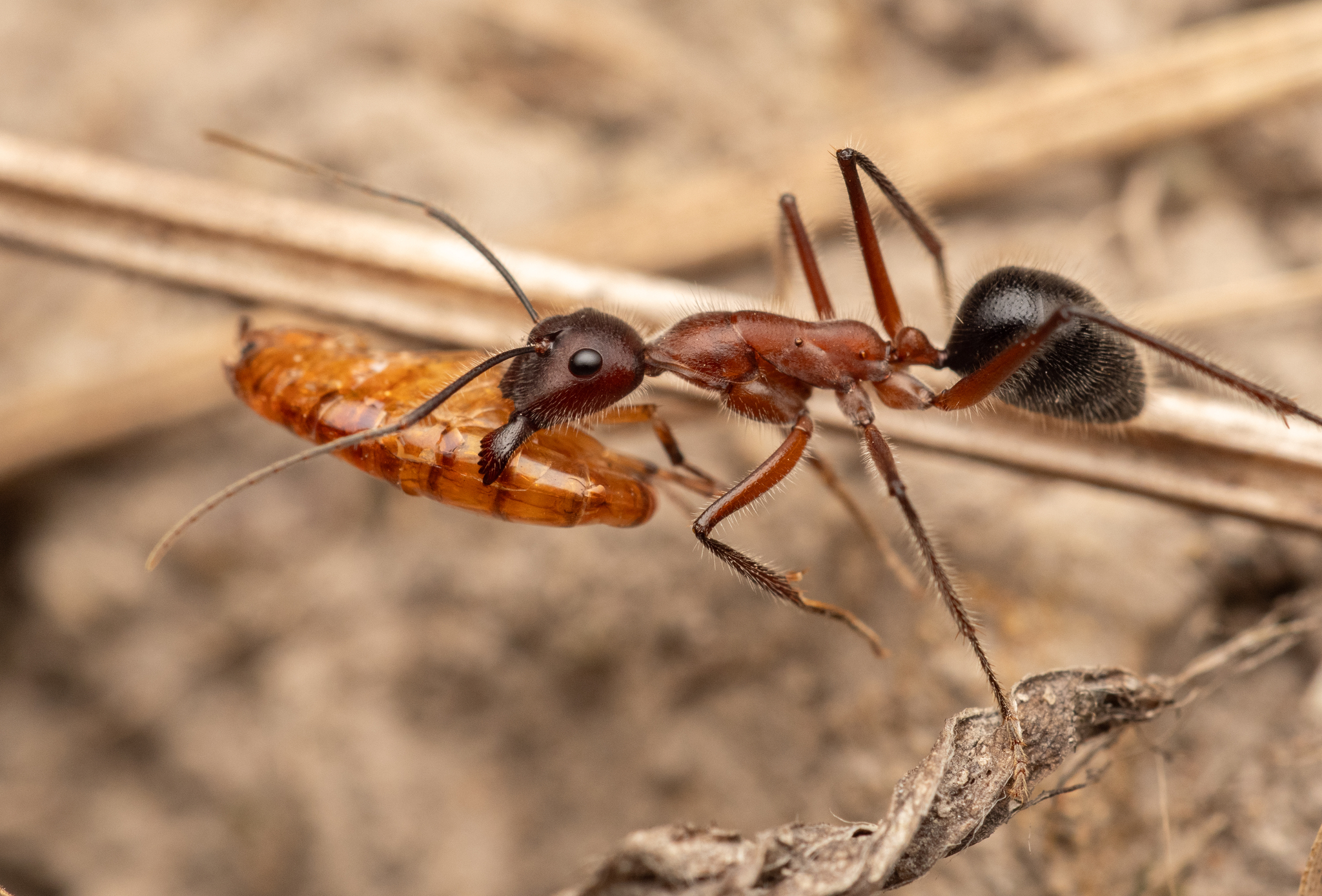
工蚁叼着一只死去的虫子

### 工蚁
体长10mm~20mm（或者更大）。头部和腹为黑色。触角、胸部和腿体表为光滑的。头为圆形，后面圆润；复眼为卵形且突出，位于头部后方两侧。唇基有中央隆突，其前缘以及下颌骨的边缘，具有光滑质感；上颚大而粗壮，呈三角形，内有七颗锯齿；触角长而细长。胸部长而窄，前部形成短颈；后部缩窄，后胸圆润；腿细长而细长。腹部卵形；腹节凹陷；腹部薄薄地散布着长长的苍白短柔毛。头部和胸部、腿和触角薄薄地覆盖着短而淡淡的短柔毛。

## 习性

### 筑巢习性[9]
无畏弓背蚁通常会用木炭、树叶和树枝等一些碎片覆盖巢穴并建造大型土丘巢穴。这么做是为了保护土丘免受雨水飞溅所导致巢穴被破坏。
该物种为夜行性蚂蚁，但如果它们受到了干扰，即使是白天也会倾巢而出。

### 巢穴结构[9]

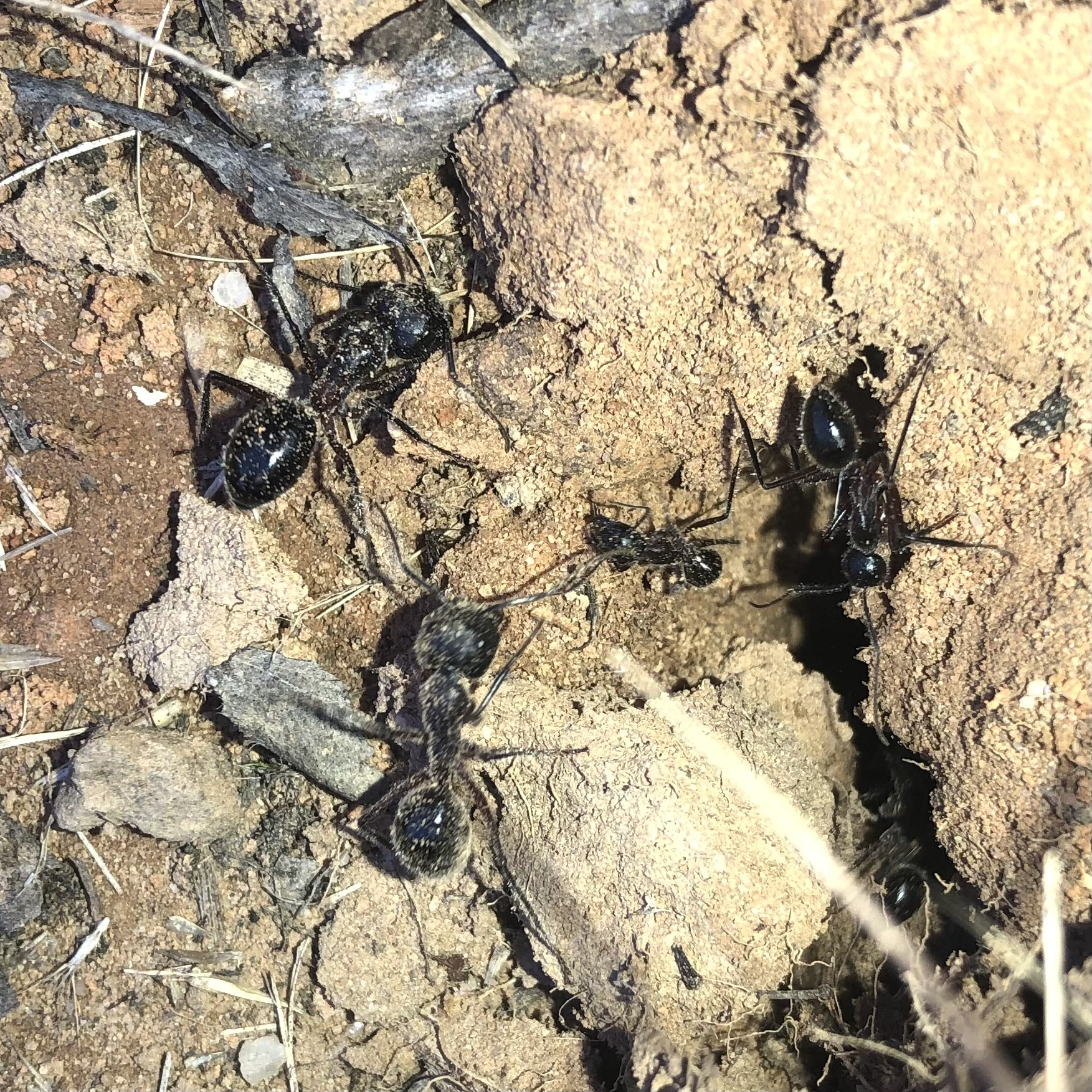
无畏弓背蚁的巢穴

根据考恩（Cowan）等人于1985年的报告中讲到，巢穴被悬垂着的灌木和树木遮蔽，每个群落的巢穴都是以土丘形式出现在地面上的，范围在两到三片草丛或莎草之见，并用树叶、树枝和木炭碎片随机地覆盖在土丘表面。土丘的侧面有时会有凹凸不平的槽，因此碎片不一定能完全覆盖到土丘表面。
在8月至第2年1月的研究期间发现，土丘上面没有任何可见的洞口，为了查看到巢穴内部，必须掀开1厘米厚的土外壳才能看到内部结构。这些土丘的占地面积从 0.05平方米 到 1.19平方米不等，土丘周界通常呈椭圆形，土丘最顶端为尖峰，整个土丘的平均高度为20.4cm。
根据巢穴的挖掘数据显示，大多数蚁道位于土丘和土壤的 A层。当中有一部分蚁道延伸到了土丘与地底（即地平线之间），最大深度为 90cm。虽然目前没有给出整个巢穴结构的清晰切面图，但有研究表明蚁道仅在土丘内相互连接。在此下方有几个独立的开放式漩涡，每个漩涡连接于 8-12个巢室。土丘内的蚁道有 2-3mm 厚的釉面墙，其颜色比土壤更深。这些釉面墙被掺入了细小有机物（叶子、小根）到当中，目测估计占墙体成分的 20%。
白蚁巢的隧道和一个未知黑色小型蚂蚁的巢穴共用了同一个土丘，但这些巢穴都没有与无畏弓背蚁的蚁道相连在一起。随着巢穴越来越深，蚁道墙面的玻璃从 2-3mm 变薄至 0.5-2mm 之间，颜色也逐渐变得和土壤相似。即使在巢底部的地基中也使用了细叶材料，但偶尔有大粒的石英颗粒和根尖通过地基延伸到蚁道。巢室的墙壁平均厚度为 5mm。

## 分类学
工蚁的正模标本首次在 1819年由英国蚁学家威廉·柯比（William Kirby）采集（地点为澳大利亚新南威尔士州），并名为了Formica intrepida Kirby, W. 1819。
1862年描述了一只雌蚁，随后被归入弓背蚁属 ，后来于 1925年被归入麝香弓背蚁亚属（Myrmosaulus）。

## 體型謠言
曾經流傳着“无畏弓背蚁是世界第二大弓背”的言論，但这只是蚂蚁寵物商为了更好卖出无畏弓背蚁而誇大其詞編出的謠言而已。曾有蚁商表示无畏弓背蚁的蚁后有26mm，大型工蚁更是有驚人的23mm，然而文獻中对无畏弓背蚁的大型工蚁描述仅仅为20mm，蚁后也只比大型工蚁大一点。